# Gabriel Aguayo
Gabriel Aguayo Díaz (ur. 10 lutego 2005) – paragwajski piłkarz występujący na pozycji skrzydłowego, od 2024 roku zawodnik Cerro Porteño.